# Das Mädchen aus der Ackerstraße, 2. Teil
Das Mädchen aus der Ackerstraße, 2. Teil ist ein deutsches Stummfilmmelodram aus dem Jahre 1920, die Fortsetzung von Das Mädchen aus der Ackerstraße. 1. Teil. Unter der Regie von Werner Funck nahm Lilly Flohr die Haupt- und Titelrolle der Ella Schulze aus dem ersten Teil wieder auf. 

## Handlung
Nach dem Freitod des gütigen Universitätsprofessors Dr. Ernst Albrecht – er hatte sich am Ende des ersten Teils aus Verzweiflung über eine fälschliche Unterstellung erschossen – ist Ella Schulze, das Mädchen aus der Ackerstraße, ganz allein auf sich gestellt. Sie wird schwer krank und befindet sich am Rande einer Depression. Ohne moralische Unterstützung und äußere Stabilität droht die junge Frau in den gesellschaftlichen Sumpf der Großstadt abzurutschen. Sie verliert die guten Sitten, die ihr noch Albrecht beigebracht hat, kokettiert – von der Haarfarbe brünett zu einem „sündigeren“ weißblond wechselnd – mit anderen Männern und gerät an „Herren“, die es nicht immer gut mit ihr meinen. 
Darunter befindet sich ein Lebemann, der Ella lediglich als Gespielin sieht, und ein Lehrer namens Krause, der sie zwar heiratet, aber mit dessen engen Moralvorstellungen von gesellschaftlichen Konventionen sie nicht klarkommt. Der Versuch einer Rückkehr zu ihrem Geliebten, dem Lebemann, der sich als Falschspieler und Hochstapler entpuppt, scheitert. Der Mann wird verhaftet, und wieder scheint Ella am Boden angekommen. Doch ein alter Kauz hält sie von einer Verzweiflungstat ab, fängt sie diesmal auf und gibt ihr endlich die Hoffnung auf einen Neubeginn. Ella entscheidet sich, endlich „solide“ zu werden und kehrt zu ihrem spießigen Gatten Krause zurück, der ihr so etwas wie Richtung und Halt verspricht.

## Produktionsnotizen
Das Mädchen aus der Ackerstraße, 2. Teil passierte die Filmzensur am 4. Oktober 1920 und wurde 16 Tage darauf uraufgeführt. Der mit Jugendverbot belegte Sechsakter war 2103 Meter lang. Der dritte und letzte Teil dieser Filmtrilogie entstand unmittelbar darauf und kam als Wie das Mädchen aus der Ackerstraße die Heimat fand im April 1921 in die Kinos. 
Franz Schroedter schuf die Filmbauten, die Malereien gestaltete Mathieu Oosterman.

## Kritik
Die Neue Kino-Rundschau urteilte: „Das Bild ist gut gespielt, hübsch ausgestattet und in jeder Hinsicht anerkennenswert.“